# Can Pons (Sant Feliu de Buixalleu)
Can Pons és una masia de Sant Feliu de Buixalleu (Selva) protegida com a Bé Cultural d'Interès Local.

## Descripció
Masia aïllada, situada a Sant Feliu de Buixalleu.
Construcció conformada per diferents cossos.
El cos central té planta baixa i pis i està cobert per un teulat a doble vessant. Es veu clarament que la construcció fou ampliada posteriorment. A la planta baixa hi ha la porta d'entrada, amb llinda monolítica i brancals de carreus de pedra. A la part esquerra de la porta hi ha dues finestres amb llinda monolítica i brancals de pedra. A la dreta hi ha una finestra que compleix les mateixes característiques.
Al pis hi ha tres finestres, amb llinda monolítica i brancals i ampit de pedra.
Dos portals d'entrada donen accés a la part principal de la finca.
Hi ha diferents dependències agrícoles, ramaderes i forestals. Entre elles la pallissa i l'era.
Part de la façana està arrebossada.

## Història
No s'ha trobat cap mena de documentació o inscripció que permeti datar la construcció. Sabem solament que fou la senyora Claudia Pons qui va donar nom al mas, i que malgrat ha canviat de propietaris s'ha conservat el nom. Actualment hi viuen masovers.